# Scala diatonica
Una scala diatonica (dal Greco διατονία = diatonìa, DIA per e TONOS tono) è una scala eptafonica, in cui le 8 note che compongono l'ottava si susseguono precisamente secondo 7 intervalli (o gradi), composti da 5 toni + 2 semitoni in totale, disposti in una sequenza ascendente ed ordinata di 2 toni, 1 semitono, 3 toni, 1 semitono (T T S T T T S).
Tale successione caratteristica della scala diatonica - anche con riferimento ad una determinata tonalità, scelta per stabilire gli intervalli e quindi le sette note/gradi fissi - non dà però luogo univocamente a una sola scala, ma a ben sette diverse varianti (una per ognuna delle 7 note diverse), definite modi, ognuna costruita iniziando da una qualsiasi delle sette note prefissate, presa come prima nota (la tonica) della propria scala, mantenendo però la stessa sequenza ascendente originale di intervalli.

## Descrizione
La successione caratteristica viene generalmente rappresentata nella sua applicazione al cosiddetto modo maggiore, costituito dalla seguente successione di intervalli:
T - T - s - T - T - T - s
dove T = tono e s = semitono.
Tuttavia la successione caratteristica della scala diatonica si conserva perfettamente in uno qualsiasi dei sette modi possibili e ad esempio, considerando il modo minore, si ottiene:
T - s - T - T - s - T - T
ove si può notare che questa nuova disposizione degli intervalli può essere ottenuta da quella del modo maggiore partendo dalla sua sesta nota (sesto grado) e proseguendo ciclicamente nell'ottava sopra, con la sequenza diatonica obbligata.
Sinteticamente si può dire che una scala di sette intervalli di cui cinque toni e due semitoni può essere definita diatonica solamente se i due semitoni si trovano ad inquadrare due toni, ovvero (condizione e definizione assolutamente equivalente) se i due semitoni si trovano ad inquadrare tre toni.
Le due scale musicali indicate, scala maggiore e minore, sono le più note alla musica occidentale, tanto che ad esse fanno riferimento le denominazioni delle note fondamentali: la successione Do-Re-Mi-Fa-Sol-La-Si-Do (usata dalle lingue romanze) è infatti una scala maggiore (quella "di Do"), mentre la successione A-B-C-D-E-F-G-A (utilizzata in ambito germanico; il tedesco, che usa B solo per il si bemolle, sostituisce H per il si naturale) è una scala minore (quella "di La"); le altre note della scala cromatica non hanno nomi propri, ma utilizzano il nome di una o l'altra delle due note diatoniche contigue accompagnato dagli aggettivi diesis (per note più alte di un semitono rispetto a quella di cui si prende il nome) oppure bemolle (per note più basse di un semitono).
Rispettano inoltre le successioni diatoniche i tasti bianchi della tradizionale tastiera di pianoforti ed organi, nonché la successione di righe e spazi che costituisce il pentagramma.
La scala diatonica prende il nome da uno dei tre generi della musica greca antica (diatonico, enarmonico e cromatico) ed è la base per creare le formule di numerose scale musicali. La sua struttura fu studiata per la prima volta nella Grecia Antica a seguito degli studi della scuola di Pitagora.
Questa scala all'interno della musica occidentale prende spesso il nome di scala temperata purché il sistema tonale sia precisamente intonato come sistema temperato equabile,
se invece si utilizza un'intonazione basata sull'intonazione naturale la scala diatonica prende talvolta il nome di scala naturale (o zarliniana).
Le note, o meglio le posizioni lungo la scala diatonica, vengono chiamate gradi della scala: dal primo al settimo.
La scala diatonica è una pietra miliare su cui la storia della musica occidentale si è a lungo sviluppata. 
La diatonica maggiore (ovvero di modo maggiore) è detta anche di modo ionico.
La diatonica minore (spesso indicata come Scala minore naturale per distinguerla da altre scale alterate ottenute a partire da essa) è costruibile a partire dal sesto grado della maggiore ed è detta di modo eolio.

Sempre conservando la successione di note della scala maggiore, si possono costruire gli altri modi: Dorico a partire dal secondo grado; Frigio a partire dal terzo grado; Lidio a partire dal quarto grado; Misolidio a partire dal quinto grado; Locrio a partire dal settimo grado.
Solo i modi maggiore e minore vengono generalmente utilizzati per le tonalità dei brani musicali occidentali, in questo ambito gli altri modi sono utilizzati solo raramente (come il modo Lidio), e altri praticamente mai (come il modo Locrio).
Scale di qualsiasi modo sono tuttavia identificabili all'interno della struttura melodica dei brani, ed in particolare un uso peculiare e caratteristico dei modi più disparati è presente nel jazz, soprattutto nella sua corrente definita per l'appunto jazz modale.
Per calcolare i diesis ed i bemolle da inserire in chiave in una qualunque scala diatonica maggiore o minore ci si può avvalere dell'aiuto schematico del Circolo delle quinte.

## Ascoltare le note
Il rigo musicale qui sopra riporta una scala di do, prima ascendente (dalla nota più bassa a quella più alta) e poi discendente (dalla nota più alta a quella più bassa).
1. La prima nota (o I grado) di ogni scala è chiamata tonica.

2. La seconda nota (o II grado) viene chiamata sopratonica.

3. La terza nota (o III grado) può assumere tre nomi: mediante, modale o caratteristica, poiché stabilisce il discrimine maggiormente significativo tra i modi maggiore e minore, i più diffusi.

4. La quarta nota (o IV grado) sottodominante.

5. La quinta nota (o V grado) è chiamata dominante.

6. La sesta nota (o VI grado) è chiamata sopradominante.

7. La settima nota (o VII grado) è chiamata sensibile se dista un semitono diatonico dall'VIII grado, come nella scala maggiore, altrimenti è detta sottotonica.

8. L'ottava nota (o VIII grado) è nuovamente la Tonica come il I grado.

Queste denominazioni dei gradi (eccezion fatta per il VII) sono valide sia per modo maggiore (o ionico) che per modo minore (eolico), per altri modi l'utilizzo è controverso e comunque non frequente: in qualche caso infatti la denominazione del grado verrebbe a perdere il proprio significato da un punto di vista semantico.
Ad esempio nel caso della scala di Do, Do è la tonica, Sol è la dominante, Si la sensibile (in Do magg.) o sottotonica (in Do min.).
- La tonica è la prima nota di una scala, e se la scala costituisce una tonalità serve a darle il nome. In una tonalità di modo maggiore o minore (gli altri modi sono praticamente delle eccezioni nelle tonalità utilizzate dalla musica occidentale) è generalmente il punto d'arrivo della frase musicale (talvolta è chiamata nota di riposo) nonché la radice dell'accordo che nella progressione armonica è l'accordo di risoluzione più importante.

- La sopratonica chiamata così perché sta sopra la tonica.

- La terza della scala si chiama mediante quando viene considerata come la nota che sta a metà tra la tonica e la dominante all'interno di una triade; si chiama modale quando viene vista come la nota che stabilisce il modo della scala (Se la tonica è DO: Mi naturale "modo maggiore"; Mi bemolle "modo minore"); si chiama caratteristica quando si prendono in considerazione i gradi caratteristici della scala (1º, 3º, 4º, 5º).

- La sottodominante secondo alcuni si chiama così sia perché sta sotto la dominante, secondo altri perché ad una quinta da questa si trova la tonica 'superiore' (che viene ad essere la sua dominante, pertanto, come chiarito subito sotto), tuttavia questa seconda definizione, che si basa su quella di dominante, è suscettibile di non poter essere applicata al modo Lidio.

- La dominante o quinta è la nota attorno alla quale si muove la creazione musicale. Secondo alcuni la quinta può chiamarsi dominante solo se tra questa e la tonica vi sia un intervallo di quinta giusta: tale condizione si verifica per tutti i modi escluso il Locrio.

- La sopradominante viene chiamata così perché sta sopra la dominante.

- La sensibile o sottotonica o settima è la nota che, per la sensazione che crea, dà un forte senso di instabilità; tende infatti a risolversi nella nota seguente, che è la tonica dell'ottava superiore.

Per tenere conto delle diverse intonazioni relative che si osservano tra le sette note nei sette diversi modi, si è soliti attribuire a ciascun grado della scala uno fra gli aggettivi Maggiore, Minore, Giusta, Aumentata o Diminuita, secondo lo schema seguente:
1. Primo grado, tonica: definisce la tonalità e non ha variazioni per definizione.

2. Secondo grado, sopratonica: genera un intervallo di seconda Maggiore se dista un tono dalla tonica, Minore se dista mezzo tono dalla tonica (ciò accade solo nei modi Frigio e Locrio).

3. Terzo grado: è chiamato Modale o Mediante o Nota Caratteristica; se dista un tono e mezzo dalla tonica genera un intervallo di terza minore (modi Minore/Eolio, Dorico, Frigio, Locrio), mentre è di terza Maggiore se dista due toni dalla tonica (modi Maggiore/Ionico, Lidio e Misolidio).

4. Quarto grado: è chiamato Sottodominante e genera un intervallo di quarta Giusta se dista due toni e un semitono dalla tonica, di quarta Aumentata se ne dista tre. In questo caso è chiamato Trìtono (ciò solo nel modo Lidio).

5. Quinto grado: è chiamato Dominante. Genera un intervallo di quinta Giusta se dista tre toni e un semitono diatonico dalla tonica, Diminuita se dista due toni e due semitoni diatonici dalla tonica in senso ascendente (solo nel modo Locrio), Aumentata se dista tre toni e due semitoni-uno diatonico e l'altro cromatico-dalla tonica, in senso ascendente.

6. Sesto grado: è chiamato Sopradominante. Genera un intervallo di Sesta Maggiore se dista quattro toni e un semitono diatonico dalla tonica,di Sesta Minore se dista tre toni e due semitoni diatonici (modi Minore/Eolio, Frigio e Locrio).

7. Settimo grado, è chiamato sensibile o sottotonica: nel primo caso, genera un intervallo di Settima Maggiore e dista cinque toni e un semitono diatonico, dalla tonica in senso ascendente  (ossia dista mezzo tono dalla tonica successiva: accade solo per i modi Maggiore/Ionico e Lidio). Nel secondo caso, genera un intervallo di Settima Minore e dista quattro toni e due semitoni diatonici dalla tonica in senso ascendente (ossia un tono dalla tonica successiva).
In una tonalità di modo Maggiore o Lidio (ma anche nelle tonalità di modo Minore, con opportune alterazioni), quando alla sensibile succede la tonica, si determina un effetto emotivo nell'ascoltatore corrispondente ad una sensazione di maggiore calma, pace e rilassatezza: per questo motivo tale passaggio viene detto "passaggio di risoluzione" (o "di cadenza", anche se il concetto di cadenza è più generale e riguarda tipicamente interi accordi e non singole note).
Tale denominazione è condivisa anche dalle successioni quinta giusta-tonica e quarta giusta-tonica, che provocano sensazioni analoghe ma meno nette (in particolare la prima è detta "cadenza perfetta" e la seconda "cadenza plagale"). Le altre generiche successioni tra due note di una scala diatonica sono invece dette "successioni di tensione"; successioni che invece investono non solo note della scala diatonica ma anche ulteriori note della scala cromatica (purché prossime) sono detti "cromatismi".
Le tre "cadenze" sono fondamentali nella musica occidentale, si noti tuttavia che non sono tutte presenti in ogni modo della scala diatonica: in particolare la scala di modo minore, molto importante perché definisce il modo della tonalità di moltissimi brani, risulta priva della cadenza sensibile-tonica.
Proprio per ovviare a questa caratteristica la tradizione europea rinascimentale ha elaborato scale minori alterate che contengano il settimo grado maggiore anziché minore: fra tutte la scala minore armonica e la scala minore melodica: tali scale, si faccia attenzione, non sono più scale diatoniche in senso stretto, ossia come sono state qui definite, poiché la successione di toni e semitoni non rispetta più le regole tradizionali delle scale diatoniche (ad esempio la minore armonica contiene tre toni, tre semitoni e un intervallo da un tono e mezzo).

## Eccedente e Più che Diminuito
Un intervallo è Eccedente se contiene un semitono in più di uno Aumentato, Più che Diminuito se ne ha uno in meno di quello diminuito (a parità di nomi di note compresi). Per esempio, giacché fa-si è un intervallo di quarta aumentata, fa-si# è una quarta eccedente.